# Кучмій Михайло Мефодійович
Михайло Мефодійович Кучмій (5 вересня 1906, село Романкове, тепер у складі міста Кам'янське Дніпропетровської області — загинув 17 січня 1954, Волинська область) — радянський діяч, секретар Дніпропетровського обласного комітету КП(б)У, голова Дніпропетровської та Волинської облспоживспілок.

## Біографія
Народився в селянській родині. З 1922 по 1923 рік працював пастухом у приватних осіб на станції Запоріжжя Катерининської залізниці (біля міста Кам'янське Катеринославської губернії).
У 1923—1924 роках — ремонтний робітник дистанції шляху на станції Запоріжжя (Баглій) Катерининської залізниці. У 1923 році вступив до комсомолу. У 1924 році працював обтиральником паровозів залізничного депо станції Катеринослав.
У 1924—1925 роках — секретар сільського комсомольського осередку села Аули Криничанського району Катеринославської губернії.
У 1925—1928 роках — сигналіст блокпоста станції Баглій Катерининської залізниці.
З жовтня 1928 до 1930 року служив у Червоній армії: курсант, старшина полкової школи 4-го залізничного полку в місті Києві.
Член ВКП(б) з 1930 року.
У 1930—1931 роках — черговий по станції Баглій Катерининської залізниці.
У 1931—1932 роках — слухач диспетчерських курсів управління Катерининської залізниці в місті Дніпропетровську.
У 1932—1933 роках — диспетчер II-го відділення служби експлуатації станції Дніпропетровськ Катерининської залізниці.
У 1933 році закінчив заочно 3 курси Дніпропетровського інституту інженерів залізничного транспорту.
У 1933—1936 роках — старший диспетчер, у 1936—1937 роках — заступник начальника залізничного цеху Дніпропетровського металургійного заводу імені Петровського.
У 1937—1938 роках — інструктор Дніпропетровського обласного комітету КП(б)У.
У 1938—1939 роках — завідувач відділу кадрів Дніпропетровського міського комітету КП(б)У.
З 1939 по січень 1940 року — секретар Дніпропетровського міського комітету КП(б)У із кадрів.
10 січня 1940 — серпень 1941 року — секретар Дніпропетровського обласного комітету КП(б)У із кадрів.
З 1941 року — в Червоній армії, учасник німецько-радянської війни. У 1941—1942 роках — заступник начальника 8-го відділення політичного управління Південного фронту. У 1942 році — начальник оперативної групи Військової ради Південного та Воронезького фронтів, брав участь в організації радянського партизанського руху в Українській РСР.
У 1942—1943 роках — командир бригади особливого призначення військової частини 00131 у Москві. У 1943 році служив заступником начальника спецшколи із політичної частини військової частини 00131 в місті Саратові.
У 1943—1945 роках — заступник начальника політичного відділу 1-го Саратовського танкового училища.
У 1945—1946 роках — начальник політичного відділу 2-го Казанського танкового училища в містах Казань та Орджонікідзе.
З 1946 року — в розпорядженні Дніпропетровського обласного комітету КП(б)У.
У грудні 1946—1951 роках — голова правління Дніпропетровської обласної споживчої спілки.
У 1951 — 17 січня 1954 року — голова правління Волинської обласної споживчої спілки.
Загинув 17 січня 1954 року «при виконанні службових обов'язків».

## Звання
- підполковник

## Нагороди та відзнаки
- Орден «Знак Пошани» (23.01.1948)
- медаль «Партизанові Вітчизняної війни» 1-го ст.
- медаль «За оборону Кавказу»
- медаль «За перемогу над Німеччиною у Великій Вітчизняній війні 1941—1945 рр.»
- медалі